# Ujuaakajiip Nunaa
Ujuaakajiip Nunaa (danska: Danmark Ø) är en ö i Grönland (Kungariket Danmark).   Den ligger i kommunen Sermersooq, i den östra delen av Grönland, 1 300 km nordost om huvudstaden Nuuk. Arean är 83 kvadratkilometer.
Terrängen på Ujuaakajiip Nunaa är lite kuperad. Öns högsta punkt är 360 meter över havet. Den sträcker sig 13,3 kilometer i nord-sydlig riktning, och 12,4 kilometer i öst-västlig riktning.  Trakten runt Ujuaakajiip Nunaa består i huvudsak av gräsmarker.